# Annelie Johansson (friidrottare)
Annelie Johansson, född 21 december 1978, är en svensk långdistanslöpare. Hon tävlar nationellt för Hälle IF

## Karriär
Johansson började satsa på långdistanslöpning sent i livet. Det var först som 33-åring som hon år 2011 gick med i en klubb.
Hon debuterade i Lidingöloppet hösten 2011 och kom då in på en sjunde plats på 30 km med tiden 2:09:26. Hon sprang loppet även påföljande år och förbättrade gradvis sitt resultat: trea år 2012 (2:03:43), trea år 2013 (1:59:21), etta år 2014 (1:57:27) och 2015 (1:58:14). År 2016 ställde hon inte upp.
Vid EM i Zürich i mitten av augusti 2014 deltog hon i maratonloppet och placerade sig med personbästatiden 2:42:04 som bästa svenska på en trettiondeplats. Senare i augusti detta år debuterade hon i SM med att komma fyra i maraton på tiden 2:51:09.
Vid VM i Peking år 2015 deltog Annelie Johansson i maratonloppet och kom in på en 33:e plats med tiden 2:43:42. I slutet av året förbättrade hon vid maratonloppet i Valencia, Spanien sitt personrekord på maraton till 2:38:57.

## Personliga rekord
| Utomhus - 3 000 meter – 10:06,67 (Göteborg 28 juni 2013) - 10 000 meter – 35:55,31 (Borås 30 augusti 2013) - 10 km landsväg – 35:18 (Malmö 12 juli 2014) - 10 km landsväg – 36:37 (Stockholm 15 juni 2016) - Halvmaraton – 1:16:57 (Stockholm 13 september 2014) - Halvmaraton – 1:15:33 (Ostia, Italien 1 mars 2015) - Maraton – 2:38:57 (Valencia, Spanien 15 november 2015) | Inomhus - 1 500 meter – 5:01,94 (Borås 22 januari 2012) |

### Fotnoter
1. ↑  ”Karensövergångar 2012”. friidrott.se. 16 oktober 2012. Arkiverad från originalet den 30 september 2018. https://web.archive.org/web/20180930193255/http://www.friidrott.se/forbundsinfo/overgangar/karens12.aspx. Läst 9 januari 2017.
2. ↑  ”Tävlingsårsskiftesövergångar 15 november 2012”. friidrott.se. 24 oktober 2012. Arkiverad från originalet den 17 juni 2017. https://web.archive.org/web/20170617203727/http://www.friidrott.se/forbundsinfo/overgangar/arsskifte1213.aspx. Läst 9 januari 2017.
3. ↑  ”Karensövergångar 2014”. friidrott.se. 6 oktober 2014. Arkiverad från originalet den 20 november 2016. https://web.archive.org/web/20161120212355/http://www.friidrott.se/forbundsinfo/overgangar/karens14.aspx. Läst 9 januari 2017.
4. ↑  ”Karensövergångar 2015”. friidrott.se. 12 oktober 2015. Arkiverad från originalet den 17 september 2018. https://web.archive.org/web/20180917181952/http://www.friidrott.se/forbundsinfo/overgangar/karens15.aspx. Läst 9 januari 2017.
5. ↑  ”SM i marathon 2014”. marathon.se. http://results.marathon.se/2014/. Läst 25 mars 2015.
6. 1 2  ”Terräng-SM 2015”. marathon.se. http://www.marathon.se/racetimer?v=%2Fsv%2Frace%2Fshow%2F2980%3Flayout%3Dmarathon. Läst 31 oktober 2015.
7. 1 2 3 4 5 6 7  ”Personsida hos IAAF” (på engelska). iaaf.org. https://www.iaaf.org/athletes/sweden/annelie-johansson-294279. Läst 21 oktober 2018.
8. ↑  ”Månadens i oktober: Annelie”. friidrott.se. 25 november 2014. Arkiverad från originalet den 9 januari 2017. https://web.archive.org/web/20170109190525/http://www.friidrott.se/nyheter.aspx?id=17409. Läst 9 januari 2017.
9. ↑  ”TCS Lidingöloppet - Resultat 1995 - 2016”. friidrott.se. 25 november 2014. Arkiverad från originalet den 30 december 2016. https://web.archive.org/web/20161230224904/http://www.lidingoloppet.se/sv/ResultatLL/#.WHNXZPnhCHs. Läst 9 januari 2017.
10. ↑  ”EM 5: Pers på fyra av fem marasvenskor”. friidrott.se. 16 augusti 2014. Arkiverad från originalet den 29 mars 2017. https://web.archive.org/web/20170329051228/http://www.friidrott.se/nyheter.aspx?id=17072. Läst 28 mars 2017.
11. ↑  ”European Athletics Championships - Zürich 2014” (på engelska). european-athletics.org. http://www.european-athletics.org/competitions/european-athletics-championships/history/year=2014/results/index.html. Läst 28 mars 2017.
12. ↑  ”SM i marathon 2013”. marathon.se. http://results.marathon.se/2013/. Läst 29 juli 2013.
13. ↑  ”Marathon Women 15th IAAF World Championships Beijing (National Stadium), PR of China 22 Aug 2015 - 30 Aug 2015” (på engelska). iaaf.org. https://www.iaaf.org/results/iaaf-world-championships-in-athletics/2015/15th-iaaf-world-championships-4875/women/marathon/final/result. Läst 9 januari 2017.
14. ↑  ”Ännu ett pers av Annelie”. friidrott.se. 15 november 2015. Arkiverad från originalet den 23 november 2015. https://web.archive.org/web/20151123204359/http://www.friidrott.se/nyheter.aspx?id=18935. Läst 9 januari 2017.
15. 1 2 3  ”Personsida på European Athletics' webbplats” (på engelska). european-athletics.org. http://www.european-athletics.org/athletes/group=j/athlete=136966-johansson-annelie/index.html. Läst 21 oktober 2018.
16. 1 2 3  ”Personsida på ARRS” (på engelska). arrs.net. https://more.arrs.run/runner/39457. Läst 21 oktober 2018.